# Partito Social-Liberale Croato
Il Partito Social-Liberale Croato (in croato: Hrvatska socijalno-liberalna stranka - HSLS) è un partito politico croato di ispirazione centrista; fondato nel 1989 col nome di Unione Liberale Sociale Croata (Hrvatski socijalno liberalni savez), è stato successivamente ridenominato.
È membro dell'Internazionale Liberale e dell'ALDE.

## Storia
L'HSLS fu il primo partito nato dopo la fine della dittatura comunista. Alle elezioni parlamentari del 1990 si presentò nella Coalizione dell'Accordo Popolare (KNS), comprendente formazioni centriste (Partito Democratico Croato, Partito Democratico Cristiano Croato, Partito Socialdemocratico di Croazia e la componente del Partito Contadino Croato guidata da Nikola Novakovic) e numerose personalità indipendenti come Savka Dabčević-Kučar e Miko Tripalo. L'alleanza ottenne il 15% dei voti ed appena 3 seggi nella Camera sociopolitica del Parlamento (la camera più importante nel periodo 1974-1990): il sistema elettorale maggioritario, con collegi uninominali a doppio turno, favorì infatti i conservatori dell'Unione Democratica Croata e i post-comunisti del Partito dei Cambiamenti Democratici.
Alle successive parlamentari del 1992 il partito ottenne il 17,7% dei voti e 14 deputati, attestandosi come la maggiore forza politica di opposizione ai governi di centro-destra guidati da HDZ. Alle parlamentari del 1995 si fermò all'11,6%, perdendo 2 seggi, mentre nel 1997 subì la scissione del Partito Liberale (LS).
In occasione delle parlamentari del 2000 HSLS si presentò in una lista comune col Partito Socialdemocratico: la coalizione ottenne il 38,7% dei voti e 71 deputati, 24 dei quali andarono a HSLS. Dopo aver sostenuto il governo di centro-sinistra guidato da Ivica Račan, nel 2002 uscì dalla maggioranza e subì la scissione di una sua componente interna, che dette vita al Partito dei Liberal Democratici (poi confluito nel Partito Popolare Croato - Liberal Democratici).
Alle parlamentari del 2003 HSLS si presentò insieme a Centro Democratico: l'alleanza ottenne il 4,1% dei voti ed elesse 3 deputati, di cui 2 liberali (Đurđa Adlešič e Ivan Čehok). Il partito entrò poi nel governo guidato da Ivo Sanader (HDZ), mentre nel 2006 si ricompose la frattura col Partito Liberale (rappresentato al Sabor da Zlatko Kramarić, che aderì a HSLS).
Alle parlamentari del 2007 concorse col Partito Contadino Croato, ottenendo 2 deputati (Ivan Čehok e Antun Korušec); quindi appoggiò i governi di centrodestra di Ivo Sanader e Jadranka Kosor.
Presentatosi autonomamente alle parlamentari del 2011, in cui si fermò al 2,9% senza ottenere alcuna rappresentanza parlamentare, tornò al Sabor in seguito alle parlamentari del 2015, quando, concorrendo nella Coalizione Patriottica, elesse 2 deputati (Dario Hrebak e Darinko Kosor). Nelle successive tornate elettorali concluse un accordo con HDZ: alle parlamentari del 2016 conseguì un solo seggio (Darinko Kosor), mentre alle parlamentari del 2020 ne ottenne due (Dario Hrebak e Darko Klasić).

## Risultati
| Elezione          | Elezione               | Voti      | %     | Seggi    |
| ----------------- | ---------------------- | --------- | ----- | -------- |
| Parlamentari 1992 | Parlamentari 1992      | 466.356   | 17,72 | 14 / 127 |
| Parlamentari 1995 | Parlamentari 1995      | 279.245   | 11,55 | 12 / 127 |
| Parlamentari 2000 | Con SDP - PGS - SBHS   | 1.138.318 | 39,25 | 23 / 151 |
| Parlamentari 2003 | Con DC                 | 100.335   | 4,05  | 2 / 152  |
| Parlamentari 2007 | Con HSS - PGS          | 161.814   | 6,53  | 2 / 153  |
| Parlamentari 2011 | Parlamentari 2011      | 72.988    | 3,10  | 0 / 151  |
| Europee 2013      | Con HSS                | 28.646    | 3,86  | 0 / 12   |
| Europee 2014      | Con PGS - RI - NF      | 22.098    | 2,40  | 0 / 11   |
| Parlamentari 2015 | Coalizione Patriottica | 771.070   | 34,64 | 2 / 151  |
| Parlamentari 2016 | Con HDZ                | 131.534   |       | 1 / 151  |
| Europee 2019      | Europee 2019           | 5.876     | 0,55  | 0 / 11   |
| Parlamentari 2020 | Con HDZ                | 107.248   |       | 2 / 151  |